# Bøverbru
Bøverbru è un villaggio della Norvegia, situato nella municipalità di Vestre Toten, nella contea di Innlandet.
Presso il villaggio ha sede il museo a cielo aperto Stenberg che illustra la vita delle popolazioni locali agli inizi del XIX secolo.